# چروارا دی روما
چروارا دی روما (به ایتالیایی: Cervara di Roma) یک کومونه در ایتالیا است که در استان رم واقع شده‌است.

## خصوصیات
چروارا دی روما ۳۱٫۶ کیلومترمربع مساحت و ۴۷۱ نفر جمعیت دارد و ۱٬۰۵۳ متر بالاتر از سطح دریا واقع شده‌است.

## خواهرخوانده
شهر Struga Municipality خواهرخواندهٔ چروارا دی روما هست.